# Makuti
Makuti ist ein Ort in der Provinz Mashonaland West in Simbabwe.

## Geografie
Der Ort ist etwa 1190 m hoch gelegen im Distrikt Hurungwe, auf der Grenze zwischen dem Hurungwe Safari Area und dem Charara Safari Area. Makuti liegt sehr abseits, an der Fernstraße A1 von Chirundu an der Grenze zu Sambia nach Chinhoyi. Von Makuti aus führt eine Straße zu der Stadt Kariba und zum Staudamm.

## Wirtschaft
Die Wirtschaft von Makuti wird durch die Nationalparks des angrenzenden Tales des Sambesi bestimmt, an deren oberer Grenze der Ort liegt. Es gibt ein Safarihotel. In der Nähe wird Cordierit abgebaut.
Makuti hat eine private, 1000 m lange Flugpiste.